# MÁV 370 sorozat
A MÁV Va. osztályú, később 370 sorozatú mozdonyai három kapcsolt kerékpárú, telített gőzű, kétszeres expanziójú, kompaund gépezetű, szerkocsis mellékvonali gőzmozdonyok voltak.

## Története
1898 és 1907 között a MÁV Gépgyárban a MÁV és a társasági magánvasutak részére összesen 139 példány készült. 1911-ig V.a. osztályként, 1911 után MÁV 370 sorozatként tartották nyilván
A 19. század utolsó éveiben a Győr-Sopron-Ebenfurti Vasút (GYSEV) mellékvonali mozdonyállományának kiegészítésére a budapesti Állami Gépgyártól a MÁV XII. osztályú (377 sorozat) mozdonyoknál teljesítőképesebb mozdonytípust rendelt. A teljesítőképesség fokozása érdekében visszatértek a szerkocsis mozdonyokhoz. Ennek a megoldásnak ugyanis az az előnye, hogy egyrészt tapadósúlyuk nem csökken a víz és tüzelőanyag fogyásával, másrészt a készletek nagyságát a szerkocsi méretének megválasztása határozza meg, így a hatótávolsága a szertartályos mozdonyokhoz képest jelentősen növelhető. Az Állami Gépgyár a teljesítőképesség növelése érdekében a kazánnyomást 12 atmoszférára emelte és kompaund gépezetet alkalmaztak. Az első mozdonyt 1897-ben szállították és a GYSEV vonalain olyan jól bevált, hogy még ugyanabban az évben némi kis változtatással a Szamosvölgyi Vasút és a Torontáli Helyiérdekű Vasutak (THÉV) is átvették. A THÉV államosításával a két db mozdony 1899-ben a MÁV állományába került.
A MÁV mellékvonali V. és VI. osztályú mozdonyai műszakilag már elavultak és teljesítményük nem felelt meg a megnövekedett forgalmi igényeknek csakúgy, mint a közel 20 éves XII. osztály is. Mivel az THÉV-től átvett mozdonyok a MÁV mellékvonali forgalmi igényeinek is megfelelt, azokat a V. a (370 sor.) osztálymegjelöléssel látták el és besorolták mozdonyállományukba.

## Szerkezete

### Keret, futómű
Az V. a osztályú mozdony „C” tengelyelrendezésú három kapcsolt kerékpárral melyek közül a középső a hajtó. Belsőkeretes, a főtartók 25 mm-es folytvaslemezből készültek a szokásos keresztmerevítőkkel. A tengelyágytokok kivágásait acélöntvények merevítik, az ágytokok ékkel utánállíthatóak. A mellékvonali pályák szűk ívei miatt a mozdony teljes tengelytávolsága csupán 2950 mm ami a mozdony 7905 mm teljes hosszához kifejezetten kicsi. Így a gőzhengerek az első tengely előtt vannak a keretre fölszerelve, a tűzszekrény pedig a harmadik tengely mögött van jelentős túllógó tömegeket képezve. Ez az elrendezés ebben az időben már elavultnak számított, mert nagyobb sebességeknél a mozdony erősen nyugtalan futását okozta. Hordrugói lemezesek, az első és második tengely rugói fölül, a harmadik tengelyé a tengely alatt kapott helyet. A második és harmadik tengely hordrugói közé súlykiegyenlítő himbákat szereltek. A mozdony szolgálati súlya 30,53 tonna, így az egyes tengelyek terhelése valamivel meghaladja a 10 tonnát.

### Kazán
A kazán szerkezete megegyezik a III q osztályéval csupán méretei kisebbek. Az állókazán lefelé keskenyedik és a keret közé van behúzva. A rostélyfelület 1,41 m2 és az elülső része a tűzcsőfal alatt bukórostélynak van kiképezve. A hosszkazán 1200 mm átmérőjű, 142 db 52 mm-es 3700 mm hosszú tűzcső lett benne elhelyezve. Így a vízzel érintkező csőfűtőfelület 85,62 m2, összes forrfelülete 91,92 m2. A kazántengely 1850 mm magasan van a sínkorona felett. A gőznyomás a kompaund gépezetre tekintettel 12 att, teljesítménye meghaladja a 350 indikált lóerőt. A füstszekrény hossza 1200 mm és lemezből készült Prüssmann kéménnyel szerelt.

### Gépezet
A mozdony gépezete kéthengeres kompaund. A hengereket, hogy elférjenek az űrszelvényben, 29 ‰-es lejtéssel szerelték a vízszinteshez. A nagynyomású, 410 mm átmérőjű gőzhengert a jobboldalra, az 580 mm-es kisnyomásút pedig a baloldalra szerelték fel. A hengerek térfogatviszonya 1:2.8. A gőzelosztást csatornás Trick tolattyúk végzik amelyeket Heusinger vezérmű mozgat. Az átkormányozás csavarral kombinált kormányemeltyűvel történik. A kormányderendely egyrészes. a hengerek töltéskülönbségeit a kétoldali alkatrészek méretkülönbségei egyenlítik ki. Az üresjárási ellenállás csökkentésére a gőzhengerekbe Ricour szelepet építettek be. Az indításhoz az I k osztállyal azonos tányérszelepes Borrics indítókészüléket építettek be. A keresztfejek kétvezetékesek, a dugattyúrúd átmenő rendszerű

### Szerkocsi, segédberendezések
Az V. a. osztályú mozdonyokhoz az V. és VI. osztályúakéhoz hasonló szerkocsi tartozik. Üres súlya 10.02 t és 7,0 m3 vízzel és 4,0 m3 szénnel szerelhető ki. Szolgálati súlya így 21.0 t. A THÉV mozdonyok kivételével a mozdonyokon átmenő fék nincsen csupán kézifék mellyel a szerkocsi két tengelyének kerekeit fékezik. A THÉV eredetű mozdonyokra Hardy rendszerű légűrfék volt a vonat fékezésére.

## Üzemük az I. világháborúig
A 7101-7102 pályaszámú V. a osztályú mozdonyok a THÉV-től kerültek MÁV állományba. Ezek kedvező tapasztalatai alapján a MÁV vezetése sorozatosan rendelte ezeket a gazdaságosan működő mozdonyokat mellékvonalaira. Az Állami Gépgyár 1901 és 1908 között 137 db-ot szállított, így az átvettekkel együtt 139 db V. a osztályú mozdony üzemelt a különböző fűtőházaknál. Megtalálhatóak voltak Pozsonytól Brassóig és Balassagyarmattól Eszékig sokszor nem csak mellékvonalakon, hanem fővonali tehervonati szolgálatban is.

## Az I. világháború után
A trianoni békediktátum után 46 db maradt hazai vonalainkon ezekből a jól használható mozdonyokból, nagyobbik részük az országrész-elcsatolásokkal Jugoszlávia és Románia vasútjaihoz került. Ezek további sorsára vonatkozóan nem találhatók adatok.
Az V. a osztályú (370 sor.) mozdonyokból 1951-ben még 37 db-ot találunk különböző fűtőházaknál, ám már legtöbbjüket állomási tartalékként vagy tolatószolgálatban használják és fokozatosan selejtezték őket.

## Megőrzött mozdonyok
A sorozatból két mozdonyt őriztek meg az utókornak. A 370.006 pályaszámú mozdony a szegedi MÁV állomáson, a 370.011 pedig a budapesti Vasúttörténeti Parkban van kiállítva.
A 7111 pályaszámú mozdony 1902-ben készült a MÁV Gépgyárban 1628 gyári számmal. Hatósági vizsgáját 1902. március 21-én tartották. Pályaszáma V.a. osztály 7111, 1911-től 370 011 voltak. Több, mint fél évszázad MÁV szolgálat után 1959. június 1-jétől a Mecseki Szénbányák Vállalat nagymányoki üzemének 2. pályaszámú ipari mozdonya. 1987 decemberétől MÁV Landler Jenő járműjavító üzeme (Istvántelek) által felújított nosztalgiaüzemi mozdony.